# Фугатий
Фугатий (II век) — проповедник в Британии. День памяти — 26 мая.
Святой Фугатий (Fugatius), также известный как Фаган (Phaganu, Fagan), или Ффагер (Ffager) был миссионером, посланным папой Римским Элевтерием вместе со святым Дыфаном (Dyfan), иначе известным как Дирувиан (Diruvianus, Deruvian), для просвещения Британии.